# Legendo
Legendo Entertainment är ett svenskt spel- och mediaförlag med säte i Göteborg. VD är Björn Larsson. Företaget är mest känt för underhållningssimulatorerna Attack on Pearl Harbor och Pearl Harbor Trilogy samt barnspelen Legendos De tre musketörerna (löst baserat på boken med samma namn) och Dracula Twins. Legendo har bland annat producerat spel för Microsoft Xbox, Nintendo Wii och Nintendo Game Boy Advance.

## Historia
Bolaget grundades som Iridon Interactive i Kungälv 1998 av Björn Larsson.
Flipperspelet Pure Pinball för Xbox utvecklades parallellt i Ungern och Sverige men gavs bara ut i USA (den föregående PC-versionen utkom dock i USA, Europa och Ryssland).
Spelkompositören Olof Gustafsson som var en av de fyra grundarna av Digital Illusions CE har skapat musiken till spelet Spooky Spirits.
De tre musketörerna var nominerat till årets barn & familjespel på Swedish Game Awards 2006.
The Three Musketeers: One for All! var det första spelet som kom ut på Nintendos online-tjänst WiiWare från en svensk/nordisk utvecklare. Spelet släpptes på WiiWare i USA, Kanada, Brasilien och Sydamerika den 27 juli och i Europa och Australien den 31 juli.

## Ludografi
- 1998 – Dink Smallwood (PC) som Iridon Interactive (ej utvecklare, endast utgivare)
- 1998 – Excessive Speed (PC) som Iridon Interactive
- 1999 – Total Soccer 2000 (PC) som Iridon Interactive (ej utvecklare, endast utgivare)'
- 2000 – Akimbo: Kung-Fu Hero (PC) som Iridon Interactive
- 2001 – Monster Truck Rumble (PC) som Iridon Interactive
- 2002 – Turble Turtle Adventure (GBA) som Iridon Interactive
- 2003 – Monster Truck Fury (PC) som Iridon Interactive
- 2003 – Moomin and the Lost Rainbow (GBA) som Iridon Interactive ej utkommit
- 2003 – Pure Pinball (PC) som Iridon Interactive
- 2004 – Pure Pinball (Xbox) som Iridon Interactive
- 2004 – Billy Blade and the Temple of Time (PC) som Iridon Interactive
- 2005 – Heavyweight Thunder (PC) som Iridon Interactive
- 2005 – De Tre Musketörerna (PC) som Legendo Entertainment
- 2006 – Dracula Twins (PC) som Legendo Entertainment
- 2007 – Attack on Pearl Harbor (PC) som Legendo Entertainment
- 2008 – Spooky Spirits (PC) som Legendo Entertainment
- 2009 – The Three Musketeers: One for All! (Wii) som Legendo Entertainment
- 2009 – Spooky Spirits: Puzzle Drop!! (Iphone) som Legendo Entertainment
- 2010 – Pearl Harbor Trilogy - 1941: Red Sun Rising (Wii) som Legendo Entertainment
- 2011 – Ghost Mania (Wii) som Legendo Entertainment
- 2011 – The Three Musketeers: One for All! (Mac) som Legendo Entertainment
- 2012 – Fortune Winds: Ancient Trader (Mac & PC) som Legendo Entertainment